# Dmitry Evreinov
 (août 2023).
Dmitry Ivanovich Evreinov est un peintre miniaturiste russe.

## Biographie
Evreinov est formé à Genève. Il apprit la peinture avec Jacques Saint-Ours, et l’émaillage avec Jean-François Soiron. Il devient membre de l’Académie russe des Beaux-Arts en 1775.